# Струпат, Отто
Отто Струпат (Штрупат) (нем. Otto Strupat, 15.06.1893 — 24.07.1921) — немецкий коммунист. Делегат I конгресса Красного Интернационала профсоюзов. Похоронен на Красной площади в Москве.

## Биография
Отто родился в семье батрака в Куттене, округ Гумбиннен (бывшая Восточная Пруссия). У него была младшая сестра Луиза (в замужестве-Дорн). Работал слесарем на фабрике. В 1914 году его призвали в немецкую армию и направили на Восточный фронт.
Во время первой мировой войны Струпат будучи социал-демократом, стал «независимцем», а затем коммунистом. После войны не найдя работу в Гумбиннене, он в конце 1918 года переехал в Берлин, а затем в Лаузиц. В 1919—1921 гг. Отто трудился шахтёром на руднике «Клара-1» в г. Вельцов и жил в шахтёрском посёлке Меркур. Активно участвовал в деятельности профсоюза горняков. Был одним из инициаторов создания организации «Красная помощь», оказывавшей поддержку забастовщикам, безработным, арестованным революционерам и их семьям.
В дни путча монархистов и милитаристов в марте 1920 года, образовавших правительство во главе с реакционером Каппом, участвовал в конфискации рабочими оружия, хранившегося в имениях местных помещиков.
Летом 1921 года углекопы района Лаузиц послали Струпата своим делегатом на учредительный конгресс Красного Интернационала профсоюзов в Москву.
Погиб во время испытания аэровагона, возвращаясь из Тулы в Москву.
Похоронен на Красной площади в Москве в братской могиле.

## Память
- С 1980 г. имя Отто Струпата носил Дом культуры в городе Дребкау.
- В ГДР бригады шахтёров, стеклодувов, текстильщиц округа Котбус, где жил и работал Отто, соревновались за почётное право носить его имя.
- С 1981 года представители трудящихся Лужицы, в том числе бригад «Отто Струпат», регулярно посещали Москву и возлагали цветы на его могилу.
- В ГДР в Дребкау ежегодно проводились торжества, посвященные памяти Отго Струпата. В них участвовали члены молодёжных бригад предприятий Дребкау и соседних городов Котбус, Йеншвальде и Пайц, завоевавшие почетное право носить его имя, а также местные жители.
- В 1985 году в Меркуре на доме, где жил Отто, установлена мемориальная доска.

## Ссылка
- Под ред. Е. М. Жукова. Красная площадь // Советская историческая энциклопедия. — М.: Советская энциклопедия. — 1973—1982.